# أمازيغ تونسيون
ينحدر بعض سكان تونس من أصول أمازيغية. في الشمال، تنتشر قبائل هوارة كجلاص، عيار، وسلات، فراشيش، أوربه (سكان الوطن القبلي)، وفي الوسط قبائل همام ونمامش، وفي الجنوب وزناتة ونفزاوة في الجنوب. كانت اللغة الأمازيغية لغة الدولة حتى حدود عهد الموحدين حيث كانت الأسر الحاكمة من أسر أمازيغية إلى أن ضمت تونس إلى الدولة العثمانية.[بحاجة لمصدر]

## تحليل الحمض النووي
كشف مشروع خريطة الجينات الوراثية، الذي قامت به
(ناشيونال جيوجرافيك) والذي يعتبر الأول من نوعه والذي اعتمد على تحليل عينات ضخمة من الـ دي إن إيه على مدى سنوات أنّ الشرق الأوسطيين، بما فيهم العرب، يشكلون النسبة الأقل في الشعب التونسي، بنسبة 4% فقط، فيما أن النسبة الأكبر وهي 88% شمال أفريقيّين،و5% من دول أوروبا الغربية و2% من غرب ووسط أفريقيا.